# ナラティブ (月詠みの曲)
「ナラティブ」（Narrative）は、日本の音楽プロジェクト、月詠みの配信シングル。2024年10月2日発売。

## 概要
前作「秋うらら」から約1ヶ月半ぶりのリリース。月詠み 2nd Story『それを僕らは神様と呼ぶ』のChapter:002をもとに制作された。また、本作はアニメ『Duel Masters LOST 〜追憶の水晶〜』、アニメ『Duel Masters LOST ～月下の死神～』のオープニングテーマとして使用されている。
2024年12月21日、公式YouTubeチャンネルにてMVが公開された。

## 収録曲
| #  | タイトル       | 作詞           | 作曲           | 編曲                     | 時間 |
| -- | -------------- | -------------- | -------------- | ------------------------ | ---- |
| 1. | 「ナラティブ」 | ユリイ・カノン | ユリイ・カノン | ユリイ・カノン、廣澤優也 | 3:18 |

## タイアップ
- アニメ『Duel Masters LOST 〜追憶の水晶〜』オープニングテーマ
- アニメ『Duel Masters LOST ～月下の死神～』オープニングテーマ